# Watubela (Insel)
Watubela (indonesisch Pulau Watubela) ist eine der indonesischen Watubela-Inseln, die zu den Molukken gehören.

## Geographie
Watubela ist die drittgrößte der Watubela-Inseln. Sie liegt nördlich von Kasiui, der Hauptinsel des Archipels. Auf Watubela befinden sich die drei Dörfer (Desa). Ilili an der Nordspitze, Effa an der Westküste und Lahema im Süden. Nördlich liegt die unbewohnte Insel Ingar, die administrativ zum Desa Ilili gehört.
Als Teil des Subdistrikts (Kecamatan) Wakate gehört Watubela zum Regierungsbezirk (Kabupaten) Ostseram (Seram Bagian Timur) der Provinz Maluku.
Ökologisch interessant sind die Korallenriffe um die Insel und die Seegraswiesen vor Lahema. Sie zeichnen sich durch eine hohe Biodiversität aus.

## Bevölkerung
Die Insel Watubela hat 1487 Einwohner (2010). Die Ethnie der Watubela (Wesi) auf der Insel spricht die austronesische Sprache Watubela. Die Watubela sind mehrheitlich muslimischen Glaubens, 25 % sind Christen.